# Miranda Prorsus
Miranda Prorsus – encyklika papieża Piusa XII o środkach masowego przekazu: o filmie, radiu i telewizji z 8 września 1957.
Encyklikę otwierają tytułowe słowa, w tłumaczeniu: Zadziwiające wprost wynalazki techniczne, którymi szczyci się ludzkość...
Papież zajął się tematem mass mediów doceniając ich ogromne znaczenie w kulturze współczesnej, zwłaszcza zaś wpływ na kształtowanie sposobu życia ludzi, ich postaw społecznych i etycznych. Docenił dotychczasowe działania związane z rozwojem apostolstwa ludzi pracujących w środkach masowego przekazu i wysiłki, aby służyły też przekazywaniu treści chrześcijańskich. Sam podkreślił, że Kościół posługuje się z pożytkiem środkami audiowizualnymi. Warto przypomnieć, że Pius XII był pod tym względem bardzo otwarty i nowoczesny. Bardzo często wygłaszał przemówienia radiowe, wystąpił w filmie biograficznym poświęconym jego osobie Pastor Angelicus, wielokrotnie spotykał się i przekazywał orędzia przedstawicielom radiofonii, kinematografii i świata artystycznego, w 1948 r. ustanowił jako organ kurii rzymskiej Papieską Komisję ds. Poradnictwa i Kościelnej Oceny Filmów o Treści Religijnej lub Moralnej - pierwszy urząd watykański ds. środków masowego przekazu, w 1951 r. ustanowił Archanioła Gabriela, który Maryi zwiastował narodziny Chrystusa, patronem mass mediów, w 1954 r. wydał adhortację  I rapidi progressi, w której po raz pierwszy zajął się potrzebą kształtowania u wiernych właściwego sumienia w kontakcie z przekazem telewizyjnym.
Wedle papieża nowoczesne środki komunikacji audiowizualnej niosą dla społeczeństw ogromne korzyści, ale i możliwe niebezpieczeństwa, które należy zdiagnozować w świetle doktryny chrześcijańskiej. Błędy i zło wynikają z nadużyć ludzi, którzy niewłaściwie posługują się nowymi wynalazkami technicznymi. Wśród najważniejszych problemów papież wymienił:
1. wykorzystywanie mass mediów tylko w celach politycznych, propagandowych, rozrywkowych i zarobkowych; tymczasem powinny one służyć wzbogacaniu kultury duchowej człowieka i jego udoskonaleniu - film, radio i telewizja muszą służyć prawdzie i cnocie;
2. pojmowanie swobody wypowiedzi jako wolności głoszenia wszystkiego, nawet rzeczy niemoralnych i niebezpiecznych dla wiary; tymczasem wartości artystyczne i techniczne oraz poszukiwanie nowości nie mogą stać ponad wartościami religijnymi i etycznymi; stąd konieczna jest kontrola środków przekazu w aspekcie ochrony moralności publicznej przez władze państwowe i stowarzyszenia zawodowe.
Oba te założenia wstępne wynikają z katolickiej koncepcji natury człowieka i celowości jego życia oraz z katolickiej koncepcji wolności pozytywnej, tj. wolności człowieka kierowanej rozumem w dążeniu do prawdy i dobra, odmiennej od liberalnego pojmowania wolności.
Papież wiele uwagi poświęcił moralnej odpowiedzialności i wychowawczo-dydaktycznej roli mass mediów, zwłaszcza wobec rodziny, dzieci i młodzieży. Jego zdaniem film, radio i telewizja, które posiadają ogromną siłę oddziaływania, powinny przekazywać prawdę, unikać tendencyjności, kierować się dobrem moralnym odbiorców, dostosowywać przekaz treści do ich wieku, wykształcenia i wrażliwości, szanować i szerzyć wiarę chrześcijańską. Są to kluczowe wątki encykliki, dla której praca mediów, jak każde działanie ludzkie, nie jest nigdy wolne od aspektu etycznego, a działanie człowieka wierzącego, zwłaszcza zaś chrześcijanina - od aspektu religijnego i apostolskiego.
Papież zalecił ustanawianie w każdym kraju przez biskupów urzędów do monitorowania i oceniania treści przekazywanych przez mass media; powinny one też współpracować przy tworzeniu programów religijnych. Papież podkreślił, że odpowiedzialność moralna spoczywa na producentach i reżyserach, krytykach i dziennikarzach, kierownikach sal kinowych (w tym sal parafialnych), twórcach reklam, dystrybutorach, aktorach, ale także na widzach i słuchaczach. Obowiązki tych ostatnich to: właściwy dobór filmów, audycji, programów i stacji, odrzucanie tych, który są szkodliwe dla wiary i moralności lub wrogie katolicyzmowi, przekazywanie swych opinii i życzeń na ten temat właścicielom i pracownikom mediów, popieranie programów i stacji katolickich.
Pius XII zachęcił do wykorzystywania nowych technik audiowizualnych w pracy wychowawczej w szkołach, parafiach i na misjach. Zalecił tworzenie stacji i programów katolickich, dbałość o ich poziom artystyczny i techniczny oraz starania o kształcenie duchownych i świeckich w tej dziedzinie. Potępił wykorzystywanie środków przekazu do szerzenia treści niemoralnych, a występujące w państwach komunistycznych stosowanie ich do propagowania ateizmu uznał za "jedną z najbardziej haniebnych stron religijnego prześladowania".
Encyklika "Miranda prorsus" jest drugim z kolei tego typu dokumentem papieskim w sprawie mediów audiowizualnych. Pierwszym była encyklika Piusa XI Vigilanti cura o filmie. Pius XII potraktował temat całościowo, dlatego "Miranda prorsus" jest uznawana za "summę" przedsoborowego nauczania papieskiego o mediach.